# Weiß
Weiß는 독일 하드록 밴드 뵈제 옹켈츠의 정규10 집이다. 이 앨범은 1993년 10월 4일 Bellaphon Records Schwarz앨범과 동시발매되었다 
두 앨범의 타이틀은 각각 Weiß(백)와 Schwarz(흑)인데, 처음과 끝을 상징한다. 앨범 발매 당시 밴드 내에는 여느때와 같이 문제가 있었는데, 보컬 Kevin Russell 여전히 마약중독에 심각하게 시달리고 있었다.

## 앨범 제작 배경
밴드는 이 앨범에서도 네오나치에게 거리를 두는 입장을 재차 보인다. 음악적으로도 발전된 모습을 보여준다.
Schwarz와 Weiß는 Bellaphon Records에서 발매된 마지막 앨범이다. 밴드는 당시Bellaphon Records와 4년간 세 장의 정규앨범(라이브 앨범 포함)을 발매하기로 계약되어 있었고, 이 앨범으로 계약을 채우게 되었다.
밴드에 따르면 Bellaphon Records과의 관계가 만족스럽지 않기 때문에 새로운 레이블을 찾고 있었다고 한다.

## 수록곡
| #  | 제목                          | 러닝타임 |
| -- | ----------------------------- | -------- |
| 1  | Lieber stehend sterben        | 4:00     |
| 2  | Entfache dieses Feuer         | 4:21     |
| 3  | Das Wunder der Persönlichkeit | 5:15     |
| 4  | Fahrt zur Hölle               | 3:33     |
| 5  | Alles F.a.M.                  | 3:38     |
| 6  | Willkommen                    | 3:08     |
| 7  | Für immer                     | 5:38     |
| 8  | Deutschland im Herbst         | 4:34     |
| 9  | Es                            | 4:33     |
| 10 | Sie hat 'nen Motor            | 2:57     |
| 11 | Tribute to Stevie             | 1:51     |
| 12 | Schöne neue Welt              | 4:38     |

## 수록곡에 대한 설명
Entfache dieses Feuer
이 곡은 남에 대해서 불평하기 전에 자기 자신부터 돌아보라는 내용을 담고 있다.
Das Wunder der Persönlichkeit
이 곡은 모든 사람들에게 내재되어 있는 일회성과 가회주의에 대해서 다루고 있다.
Fahrt zur Hölle
이 곡 Fahrt zur Hölle(지옥에나 가라)는 미디어를 비난하는 내용을 담고 있다.
Für immer
이 곡은 상당히 조용한 노래이다.
Deutschland im Herbst
이 곡은 1992년 8월에 있던 로스톡 리히텐하겐에서 일어난 반외국인 폭동에 대해서 다루고 있다. 하지만 다수의 비평가들은 여전히 반(反)네오나치적인 자세가 불충분하다고 비난한다.
Sie hat 'nen Motor
이 곡은 제목에서 보는 바와 같이, 오토바이에 대해서 노래하고 있다.

## 음반차트에서의 성공과 싱글앨범
이 앨범은 77위로 차트에 입성했고 최고 10위까지 올라갔다. 총 13주간 Top100 차트에 머물렀다.
2003년에는 판매고가 총 25만에 이르러 골든 디스크를 수상한다.